# مزرعة بيغمبر قلي يلمة
مزرعة بيغمبر قلي يلمة (بالإنجليزية: Mazraeh-ye Pighmabar Qoli Yolmeh)‏ هي مستوطنة تقع في قسم باغلي ماراما الريفي في إيران. يقدر عدد سكانها بـ 297 نسمة .